# Cantonul Montfaucon-en-Velay
Cantonul Montfaucon-en-Velay este un canton din arondismentul Yssingeaux, departamentul Haute-Loire, regiunea Auvergne, Franța.

## Comune
- Dunières
- Montfaucon-en-Velay (reședință)
- Montregard
- Raucoules
- Riotord
- Saint-Bonnet-le-Froid
- Saint-Julien-Molhesabate